# Ectenosaurus clidastoides
L'ectenosauro (gen. Ectenosaurus) è un rettile marino estinto appartenente ai mosasauri. Visse nel Cretaceo superiore (Santoniano - Campaniano, circa 80 milioni di anni fa). I suoi resti sono stati ritrovati in Nordamerica (Kansas).

## Descrizione
Il corpo di questo animale, lungo circa sei metri, era allungato e ben adatto al nuoto, con quattro zampe trasformate in pinne e una lunga coda appiattita lateralmente. Il cranio, che possedeva reminiscenze di antenati simili a varani, era lungo oltre sessanta centimetri e possedeva ossa altamente mobili, che permettevano all'animale di spalancare la bocca facilmente. Rispetto all'assai simile Platecarpus, questo mosasauro possedeva un muso più allungato e sottile. Ectenosaurus era inoltre caratterizzato da un profondo solco lungo il margine dorsale dell'osso articolare, immediatamente dietro alla fossa glenoide. Questa caratteristica non è conosciuta in nessun altro mosasauro.

### Impronte di pelle
Uno studio del 2011 ha permesso di scoprire scaglie su un esemplare di Ectenosaurus clidastoides scoperto nel 1953: queste scaglie, lunghe pochi millimetri e a forma di diamante, possedevano una carena utile a incastrare le scaglie le une alle altre e a far scorrere meglio l'acqua lungo il corpo dell'animale, in un modo simile a quello degli odierni squali (Lindgren et al., 2011).

## Classificazione
I primi fossili di questo animale vennero inizialmente descritti da Merriam nel 1894, ma vennero attribuiti a un altro genere di mosasauri, Platecarpus. Solo nel 1967, grazie a uno studio compiuto da Dale Russell, venne istituito il genere Ectenosaurus. Questo animale era assai simile a Platecarpus, ma se ne differenziava per alcuni dettagli cranici. Alcune caratteristiche della parte posteriore del cranio e delle zampe, inoltre, lo avvicinano al mosasauro primitivo Clidastes (come indica l'epiteto specifico della specie tipo, Ectenosaurus clidastoides). I resti fossili di questo animale sono stati ritrovati in Kansas, nel famoso calcare di Niobrara, dove sono stati rinvenuti i resti di numerosi altri mosasauri. Un'altra specie, E. everhartorum, è stata descritta nel 2021 ed è basata su fossili anch'essi rinvenuti in Kansas.